# Municipio de Charrette
El municipio de Charrette (en inglés: Charrette Township) es un municipio ubicado en el condado de Warren en el estado estadounidense de Misuri. En el año 2010 tenía una población de 5579 habitantes y una densidad poblacional de 19,19 personas por km².

## Geografía
El municipio de Charrette se encuentra ubicado en las coordenadas 38°39′21″N 91°5′0″O / 38.65583, -91.08333. Según la Oficina del Censo de los Estados Unidos, el municipio tiene una superficie total de 290.73 km², de la cual 282,15 km² corresponden a tierra firme y (2,95 %) 8,58 km² es agua.

## Demografía
Según el censo de 2010, había 5579 personas residiendo en el municipio de Charrette. La densidad de población era de 19,19 hab./km². De los 5579 habitantes, el municipio de Charrette estaba compuesto por el 97,9 % blancos, el 0,34 % eran afroamericanos, el 0,23 % eran amerindios, el 0,18 % eran asiáticos, el 0,45 % eran de otras razas y el 0,9 % eran de una mezcla de razas. Del total de la población el 1,17 % eran hispanos o latinos de cualquier raza.